# ADCY7
아데닐릴 고리화효소 타입 7(Adenylyl cyclase type 7)은 인간에서 ADCY7 유전자에 의해 암호화되는 효소이다.

## 기능
이 유전자는 아데노신 삼인산으로부터 고리형 아데노신 일인산의 형성을 촉매하고 칼슘에 의해 억제되는 막 결합 아데닐릴 고리화효소를 암호화한다. 이 유전자의 산물은 서열에 12개의 막 스패닝 도메인의 존재를 특징으로 하는 아데닐릴 고리화효소 클래스-4/구아닐릴 고리화효소 패밀리의 구성원이다.